# Chinchillaråttor
Chinchillaråttor (Abrocomidae) är en familj i underordningen piggsvinsartade gnagare. De liknar chinchillor men de senare tillhör familjen harmöss. I familjen finns två släkten med fyra eller fem arter.

## Utbredning
Chinchillaråttor lever i Anderna i sydvästra Sydamerika. Deras utbredningsområde utgörs av södra Peru, Bolivia, nordvästra Argentina samt norra och mellersta Chile.

## Kännetecken
Dessa djur ser ut som en blandning av chinchillor och råttor. De har en spetsig nos, stora avrundade öron och stora ögon. Den mjuka och långa pälsen har en silvergrå till brunaktig färg men undersidan är oftast ljusare. Extremiteterna är korta. Av dessa har de främre fyra och de bakre fem tår som alla är utrustade med jämförelsevis mjuka klor. Svansen är kortare än den övriga kroppen och saknar päls. Chinchillaråttor når en kroppslängd mellan 15 och 25 centimeter, en svanslängd mellan 6 och 18 centimeter och en vikt mellan 200 och 300 gram.

## Levnadssätt
Arternas habitat är bergsregioner som ligger upp till 5000 meter över havet. De lever i mindre grupper av cirka 6 individer i självgrävda bon under jorden eller i naturliga grottor. De är aktiva på natten och har mycket bra förmåga att klättra. Ofta iakttas de på träd och buskar. Födan utgörs huvudsakligen av frön, frukter och nötter.

## Fortplantning
Det är inte mycket känt om arternas sätt att fortplanta sig. Det antas att dräktigheten varar i 120 dagar och att kullen omfattar ett till två ungdjur. Den äldsta chinchillaråtta som är känd blev nästan 2,5 år gammal.

## Chinchillaråttor och människor
På grund av att pälsen liknar chinchillornas päls jagas dessa djur ibland. Däremot finns ingen kommersiell handel då pälsen anses mindre värdefull. Det finns berättelser om turister som har blivit lurade med päls av chinchillaråttor, som säljaren påstod var päls av äkta chinchillor. På några ställen har chinchillaråttor blivit sällsynta på grund av förstöring av deras levnadsområde. Allmänt är de inte lika hotade som andra gnagare. Bara arten Abrocoma boliviens listas av IUCN som sårbar (vulnerable).

## Systematik

### Extern systematik
Chinchillaråttornas ställning i systematiken är fortfarande omstridd. Enligt McKenna och Bell (Classification of Mammals: Above the Species Level) utgör de tillsammans med harmöss överfamiljen Chinchilloidea. Andra forskare hävdar att de är närmare släkt med buskråttor (Octodontidae).

### Intern systematik
Familjen består av följande släkten och arter:
- Abrocoma
  - A. bennettii lever i centrala delar av Chile.
  - A. boliviensis förekommer i mellersta delar av Bolivia.
  - A. cinerea lever i Altiplanoområdet i Peru, i Bolivia och nordvästra Argentina.
  - A. vaccarum lever i västra Argentina och räknas ofta som underart till A. cinerea.
- Cuscomys
  - C. ashaninka upptäcktes 1999 i närheten av staden Cusco. Arten har en påfallande vit remsa på huvudet.